# フィリップス・ワウウェルマン
フィリップス・ワウウェルマン（Philips Wouwerman もしくは Wouwermansとも、1619年5月24日に洗礼 - 1668年5月15日）は、オランダの画家。狩りの情景や風景画、戦闘場面を描いた。オランダ絵画黄金時代において、最も多彩で多作な画家のひとりである。

## 生涯
1619年にハールレムで画家の父親の元に生まれる。コルネリス・デ・ビーによると、ワウウェルマンはフランス・ハルスの元で学んだというが、彼の作品にハルスの影響は特に見られない。1630年代後半に短期間ハンブルクに住んだが、人生のほとんどをハールレムで過ごした。1640年にハールレムの聖ルカ組合に登録している。
  画家としてだけでなく、不動産取引も多く行ったようで記録が残っている。
初期にはピーテル・ファン・ラールの影響を受け、人々の日常生活を描写していった。その後30年に渡って独自のスタイルを確立していき、風俗画から風景画、騎乗画、狩猟画、宗教画など幅広い題材を扱った。特に多くの種類の馬を描写したことでも知られている。

## 作品

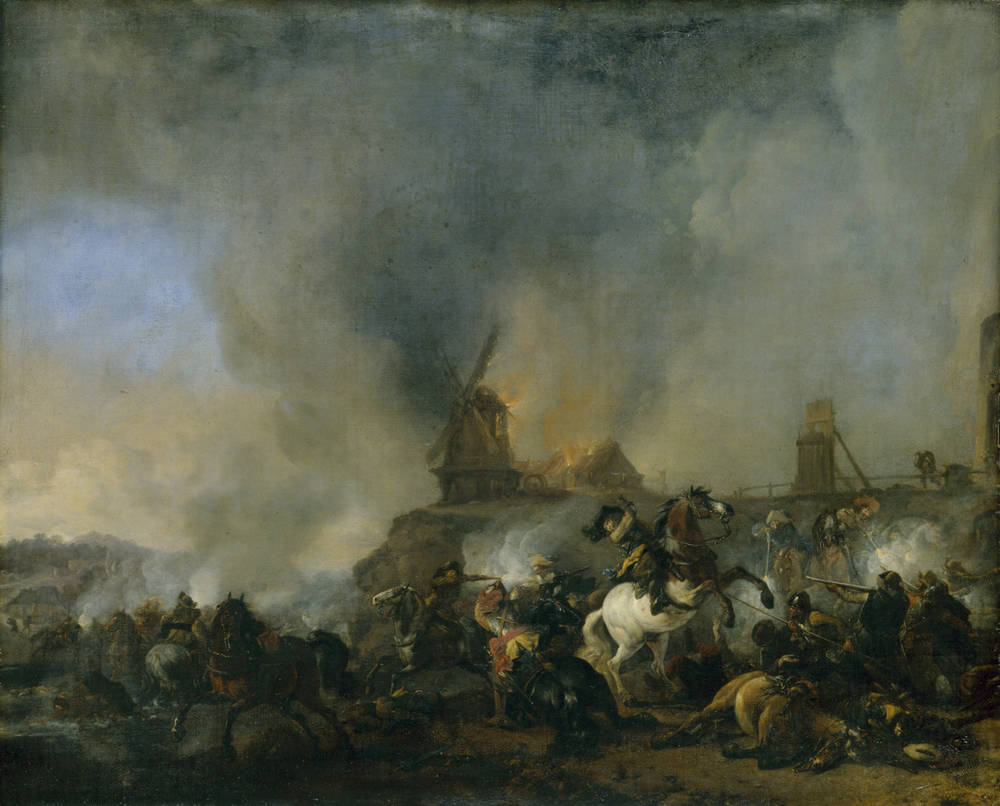
『燃え上がる風車の前の騎兵戦』 (アルテ・マイスター絵画館、ドレスデン)
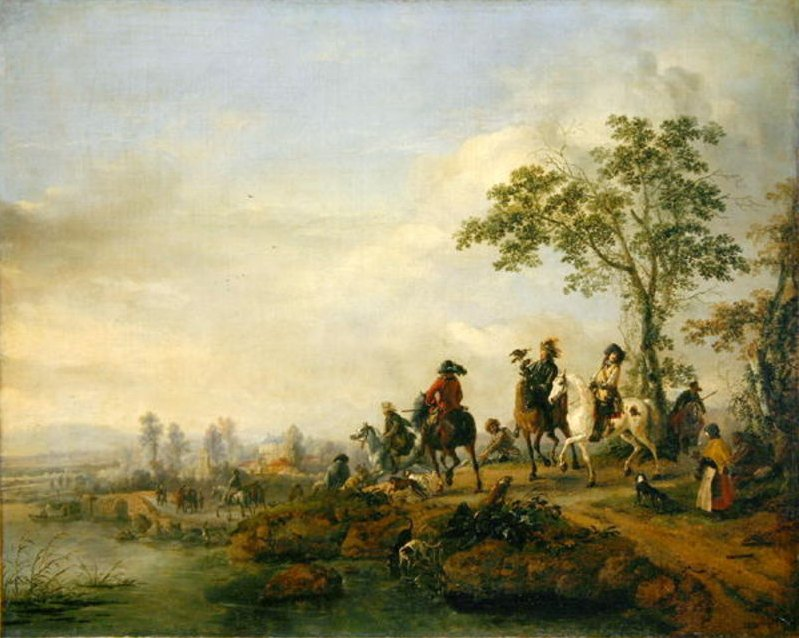
『狩からの帰還』
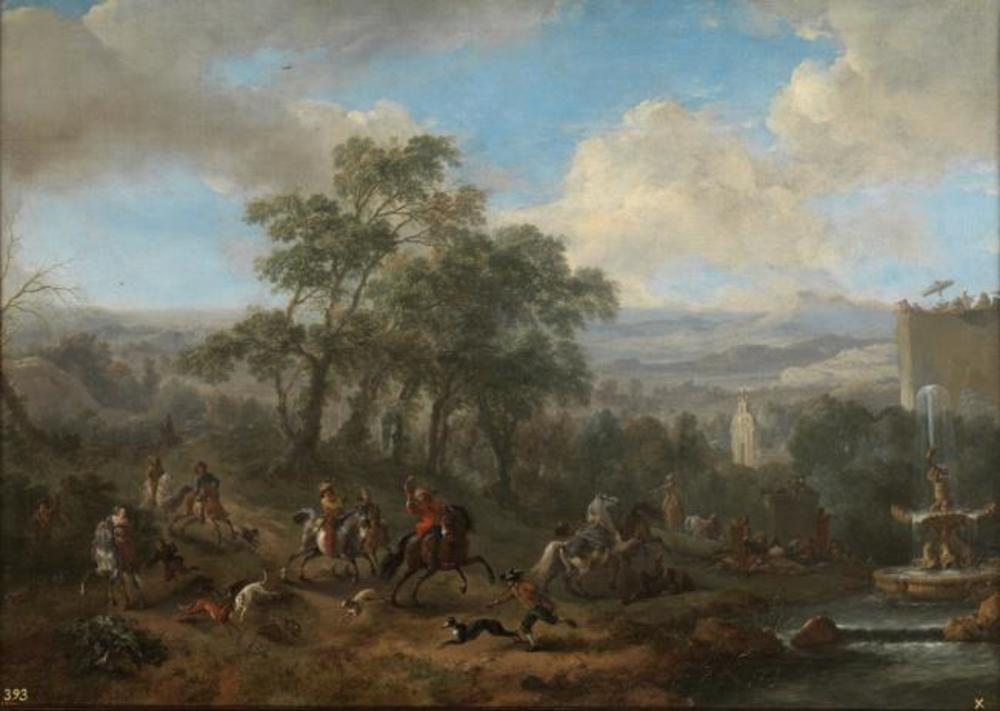
『野ウサギ狩り』 (プラド美術館、マドリード)
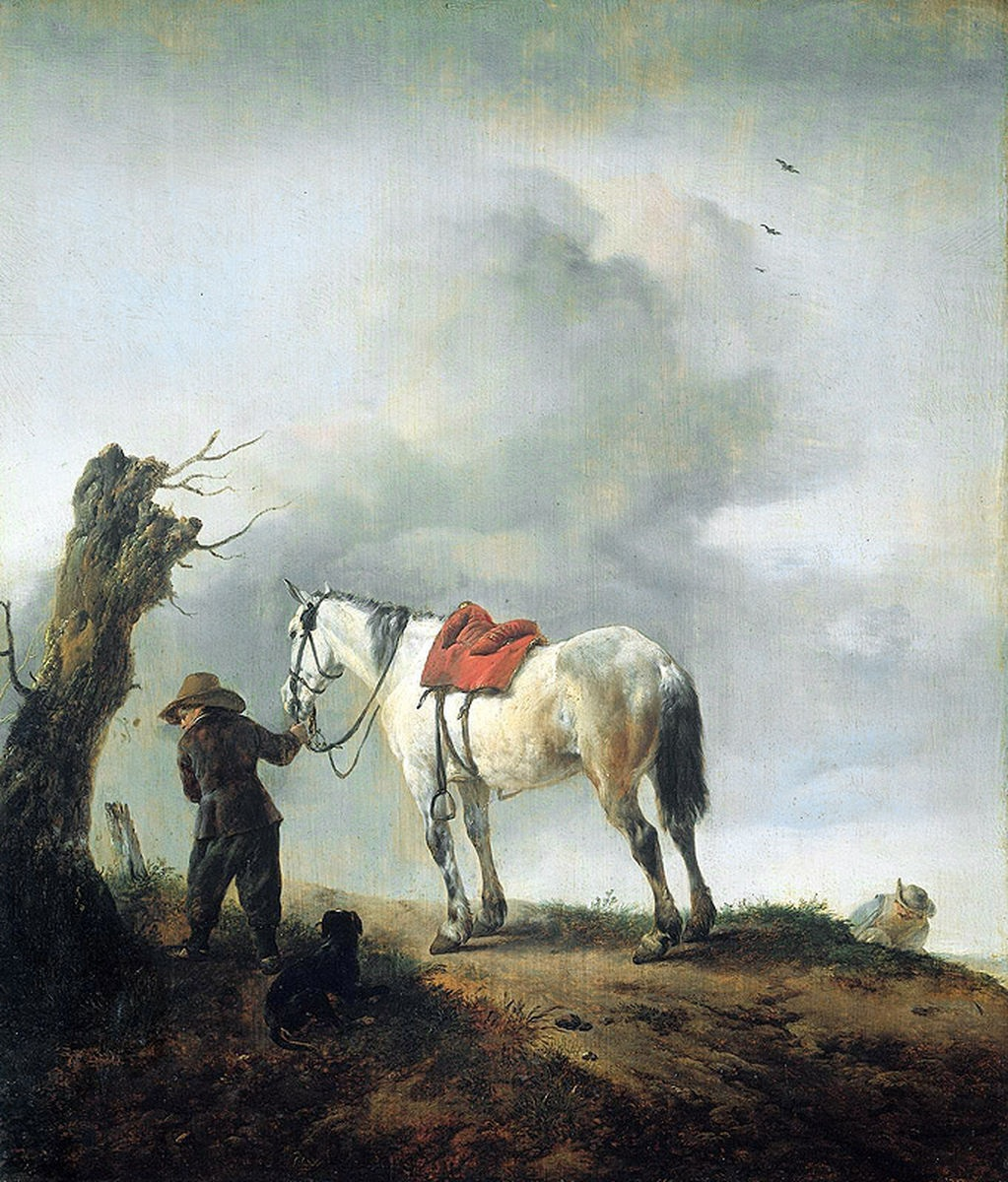
『葦毛の馬』
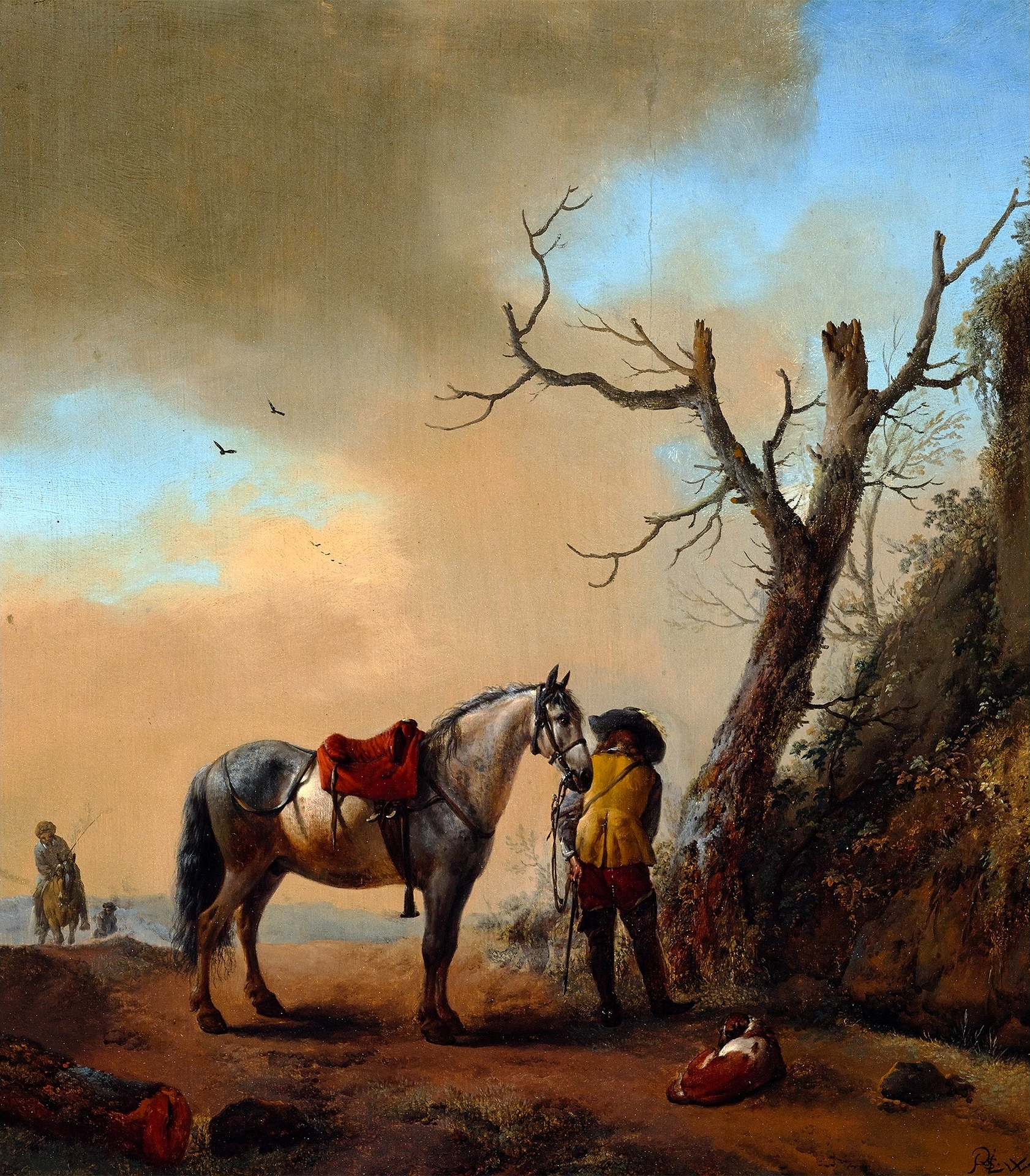
『兵士と馬』
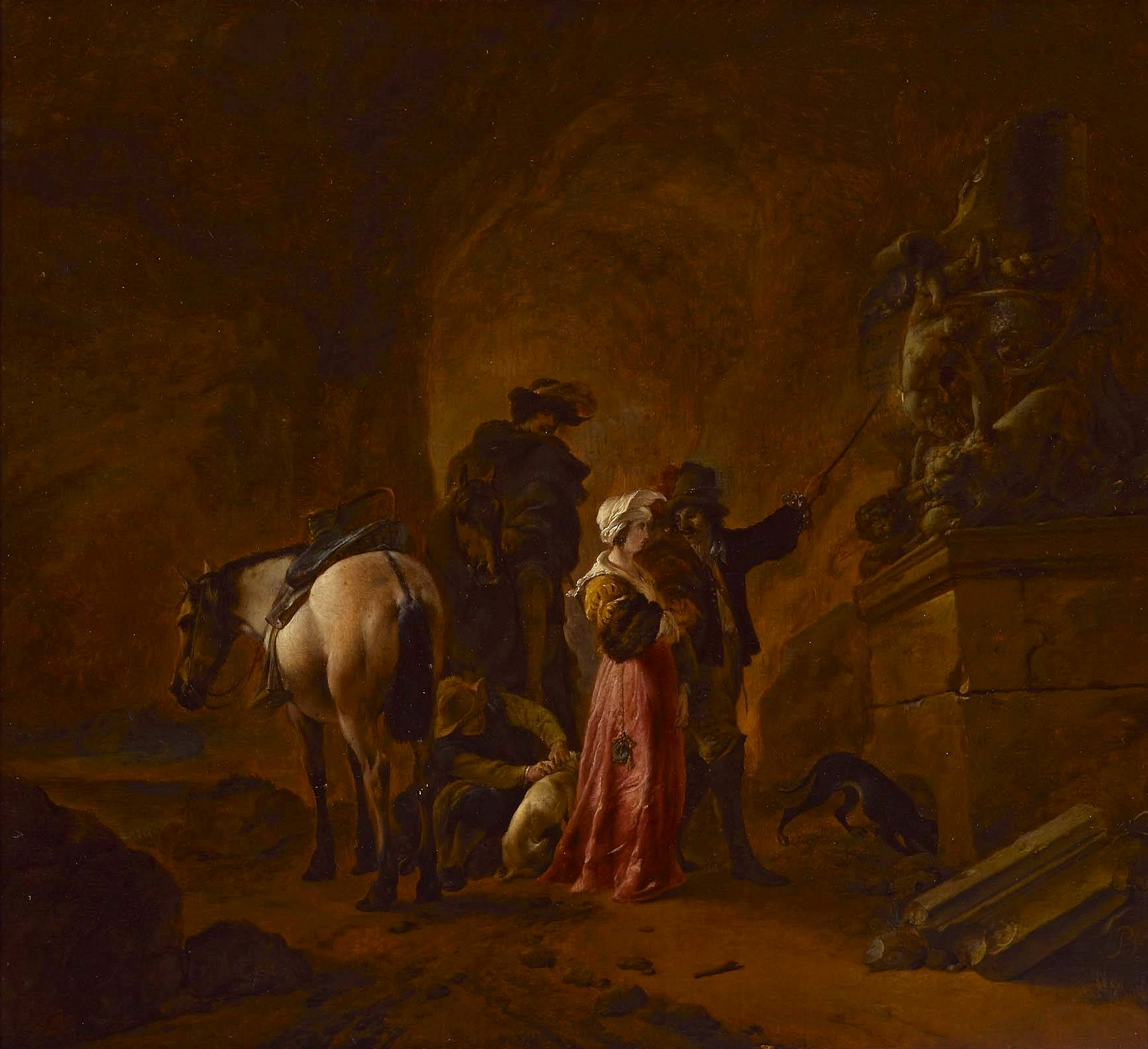
『洞窟の旅人』
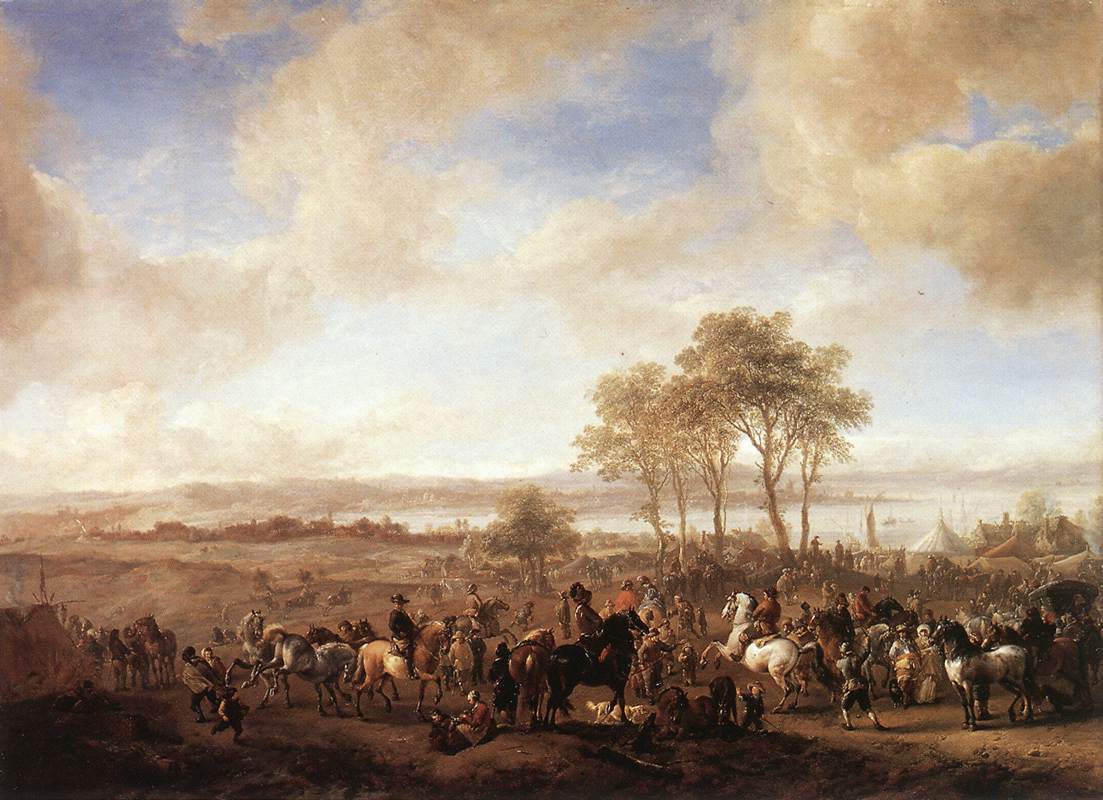
『馬市』

## 参照
1. ↑  Philips WouwermanのWouwermanは、日本語では「ウーウェルマン」、「ヴァウエルマン」、「ヴェーヴェルマン」、「ヴーヴェルマン」、「ワウワーマン」等あり定まっていないが、ここでは国立西洋美術館による表記に倣った。
2. ↑  Philips Wouwerman in the w:RKD